# Ficus panurensis
Ficus panurensis là một loài thực vật thuộc họ Moraceae. Loài này có ở Brasil, Guyana, Suriname, và Venezuela.